# Veronica Vaida
Veronica Vaida (* 3. August 1950 in Bukarest) ist eine rumänisch-amerikanische Chemikerin an der University of Colorado Boulder.

## Leben und Wirken
Veronica Vaida ist eine Tochter von Vasile Vaida, einem rumänischen Politiker, und dessen zweiter Frau, Elza Katz, einer Auschwitz-Überlebenden. Veronica Vaida wuchs in Cluj-Napoca und Bukarest auf. Sie studierte bis 1969 an der Universität Bukarest Chemie, wo sie ein Stipendium für ein Studium in den USA erhielt. 1973 erwarb sie an der Brown University einen Bachelor. 1977 promovierte (Ph.D.) sie mit der Arbeit Weak Electronic States in Molecules and Molecular Crystals bei Steven D. Colson an der Yale University. Als Postdoktorandin arbeitete sie bei dem späteren Nobelpreisträger Dudley R. Herschbach und bei Bill Reinhart an der Harvard University.
1979 erhielt Vaida eine erste Professur an der Harvard University (Assistant Professor, dann Associate Professor). Seit 1984 ist sie an der Abteilung für Chemie und Biochemie der University of Colorado Boulder, wo sie 1990 eine ordentliche Professur erhielt. Seit 2000 arbeitet sie zusätzlich für das dortige Cooperative Institute for Research in Environmental Sciences (CIRES).
Vaida ist bekannt für ihre grundlegenden Beiträge zum Verständnis des Ablaufs der Photodissoziation angeregter Zustände und für die Anwendung dieser Erkenntnisse auf Prozesse in der Erdatmosphäre und in der Atmosphäre verschiedener Planeten. Weitere wichtige Arbeiten Vaidas befassen sich mit der Zusammensetzung atmosphärischer Aerosole und der Spontanbildung von Proteinbindungen an Luft-Wasser-Grenzen, was Implikationen für die Entstehung des Lebens auf der Erde hat.
Zu ihren Schülern gehört Russell J. Hemley. Vaida hat laut Google Scholar einen h-Index von 61, laut Datenbank Scopus einen von 50 (Stand jeweils Juli 2020).
Veronica Vaida war von 1978 bis 1990 mit Kevin Peters verheiratet, einem Chemiker; das Paar hatte zwei Kinder. Sie ist seit 1997 mit Adrian Tuck verheiratet, einem Chemiker an der National Oceanic and Atmospheric Administration (NOAA).

## Auszeichnungen (Auswahl)
- 2004 Guggenheim-Stipendium[5]
- 2004 Fellow der American Association for the Advancement of Science
- 2004 Fellow der American Physical Society[2]
- 2011 E. Bright Wilson Award in Spectroscopy[6]
- 2012 Mitglied der American Academy of Arts and Sciences[7][8]
- 2020 Mitglied der National Academy of Sciences[9]
- 2020 Irving Langmuir Award von American Chemical Society und American Physical Society[10]
- 2020 Wilbur Cross Medal der Yale University[11]
- 2021 Chemical Pioneer Award